# 東郡元町
東郡元町（ひがしこおりもとちょう）は、鹿児島県鹿児島市の町。郵便番号は890-0068。人口は2,360人、世帯数は990世帯（2020年4月1日現在）。東郡元町の全域で住居表示を実施している。

## 地理
鹿児島市中南部、新川下流域に位置している。町域は国道225号と新川に挟まれ、三角状になっている。町域の北方及び西方には南郡元町、南方には新栄町、東方には真砂町、真砂本町がそれぞれ接している。
町域の西端を南北に国道225号、中央を南北に鹿児島県道217号郡元鹿児島港線が通っている。町域の南部に鹿児島市立南小学校、鹿児島市立南中学校が隣接して所在している。

### 河川
- 新川

## 歴史
1973年（昭和48年）3月4日に郡元町・宇宿町の一部の区域にあたる南港地区において住居表示が実施されることとなった。これに伴い町の区域の再編が実施され、郡元町の一部より「東郡元町」として設置された。また、同時に東郡元町の全域で住居表示が実施された。

### 町域の変遷
| 実施後           | 実施年             | 実施前         |
| ---------------- | ------------------ | -------------- |
| 東郡元町（全域） | 1973年（昭和48年） | 郡元町（一部） |

## 人口
以下の表は国勢調査による小地域集計が開始された1995年以降の人口の推移である。
| 年                 | 人口  |
| ------------------ | ----- |
| 1995年（平成7年）  | 2,187 |
| 2000年（平成12年） | 2,079 |
| 2005年（平成17年） | 2,240 |
| 2010年（平成22年） | 2,189 |
| 2015年（平成27年） | 2,574 |

## 施設

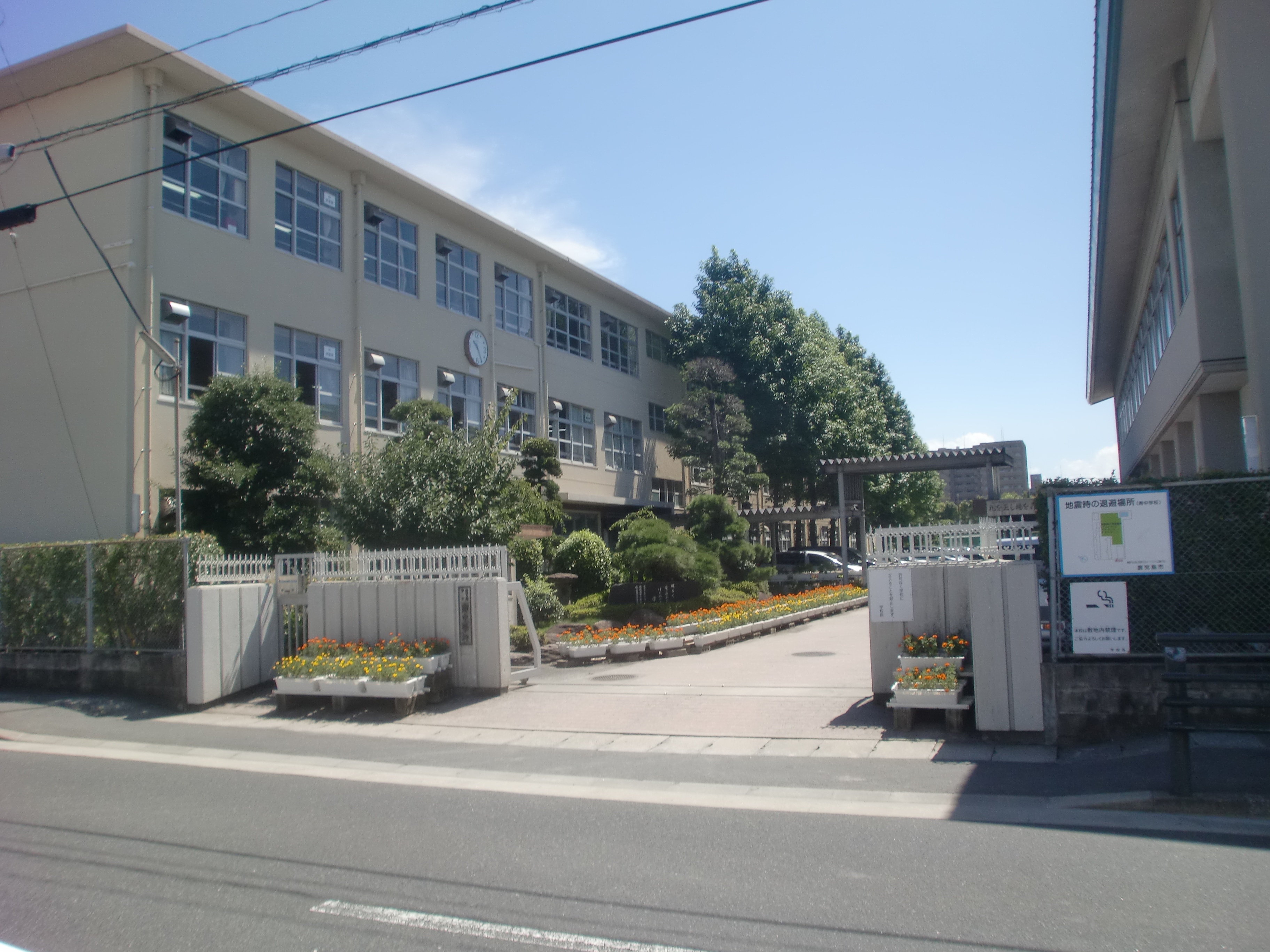
鹿児島市立南中学校

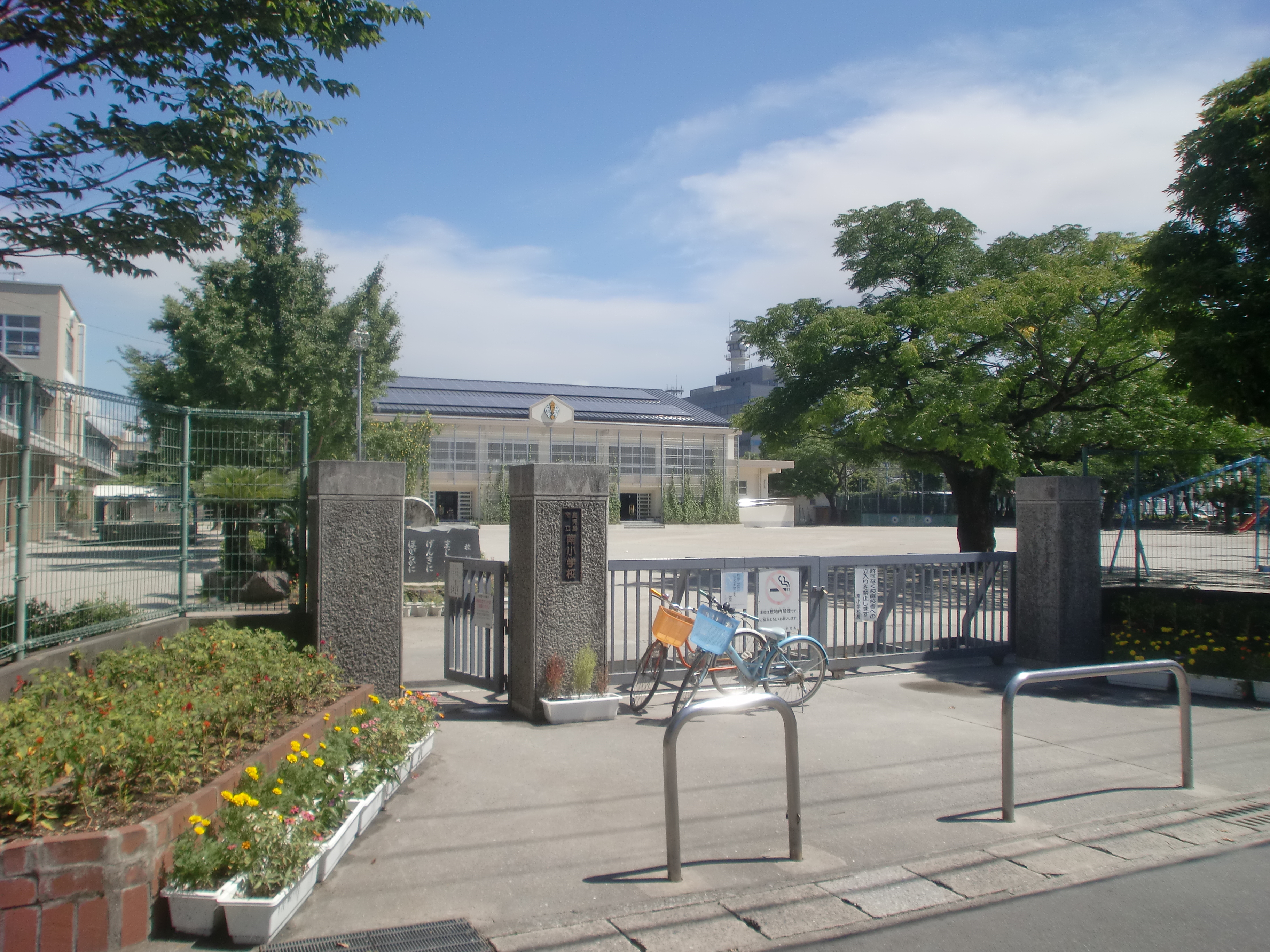
鹿児島市立南小学校

### 公共
- 鹿児島第二地方合同庁舎
  - 海上保安庁第十管区海上保安本部[14]（九州南部地方及び東シナ海、八代海、太平洋などを管轄範囲とする海上保安本部）
  - 鹿児島地方気象台[15]
  - 九州厚生局鹿児島事務所[16]
  - 鹿児島自然保護官事務所[17]
  - 自衛隊鹿児島地方協力本部[18]
- 独立行政法人高齢・障害・求職者雇用支援機構鹿児島支部 鹿児島職業能力開発促進センター（ポリテクセンター鹿児島）[19]

### 教育
- 鹿児島市立南中学校[20]
- 鹿児島市立南小学校[21]
- 鹿児島みなみ保育園[22]

## 小・中学校の学区
市立小・中学校に通う場合、学区（校区）は以下の通りとなる。
| 町丁     | 番   | 小学校             | 中学校             |
| -------- | ---- | ------------------ | ------------------ |
| 東郡元町 | 全域 | 鹿児島市立南小学校 | 鹿児島市立南中学校 |

## 交通

### 道路
一般国道
- 国道225号

一般県道
- 鹿児島県道217号郡元鹿児島港線（産業道路）